# 惠山 (无锡市)
31°34′51″N 120°14′33″E / 31.5809°N 120.2425°E
惠山，也称慧山、惠泉山，全称惠山国家森林公园，坐落于无锡西郊，是浙江天目山由东向西绵延的支脉。

## 特点
惠山高328米，周围约20公里，以泉水著名；山有九峰，由南向北望，犹如九龙，其灵秀的山貌风光及历史文化积淀在江南平原地区首屈一指。乾隆皇帝在评述江南诸山水时，认为“唯惠山幽雅娴静，江南第一山，非惠山莫属”。惠山九峰中最著名的有三个山峰，即头茅峰、二茅峰、三茅峰。
有天下第二泉、龙眼泉等十多处，泉水泡茶清醇可口；东麓有寄畅园、唐代题字石刻“听松石床”以及唐宋经幢等古迹。
由于西域高僧慧照来到此山研习佛法，后人以慧照名字命山，称慧山，慧、惠相通，惠山一名由此而来。

## 图库

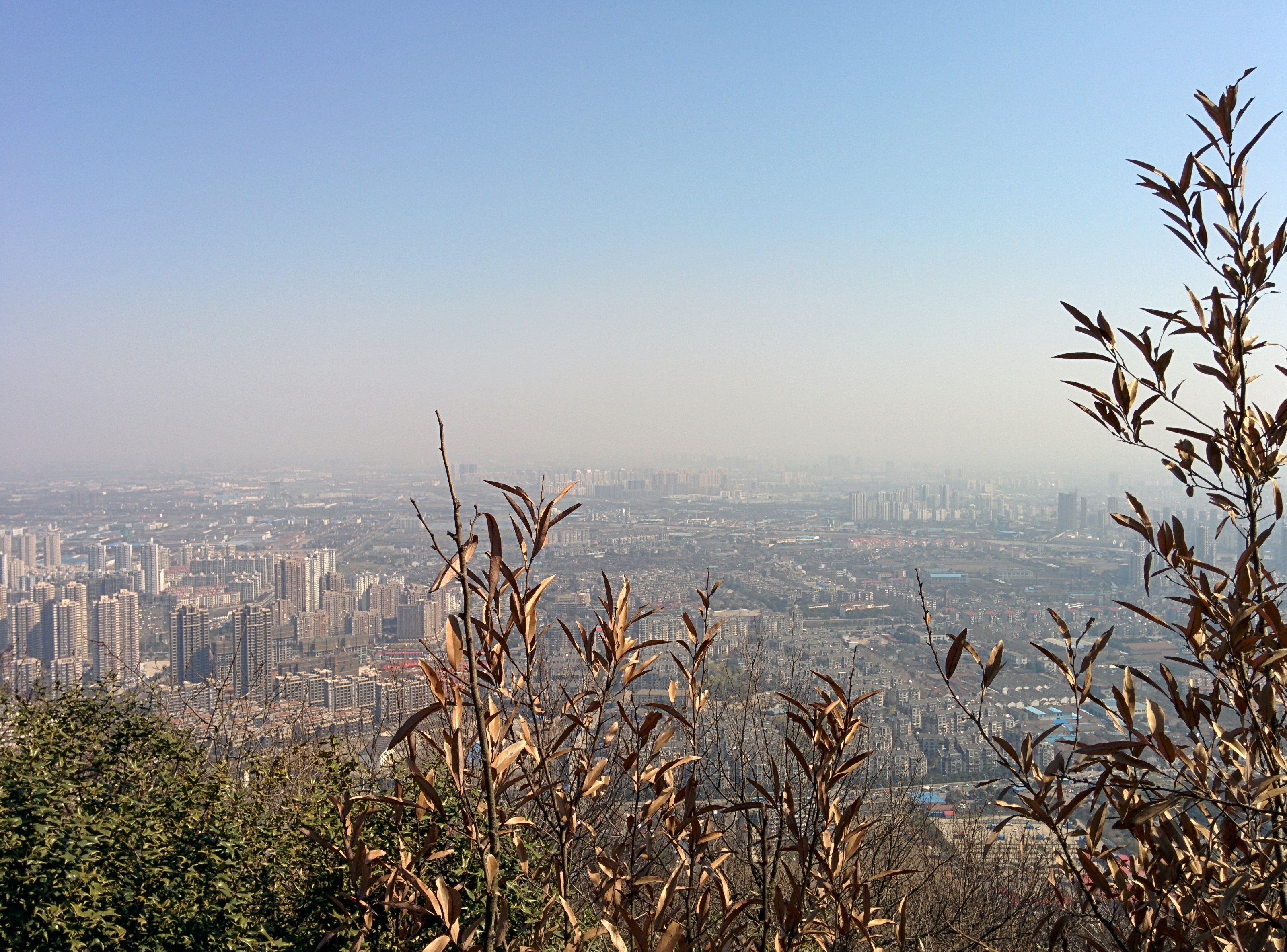
山顶眺望
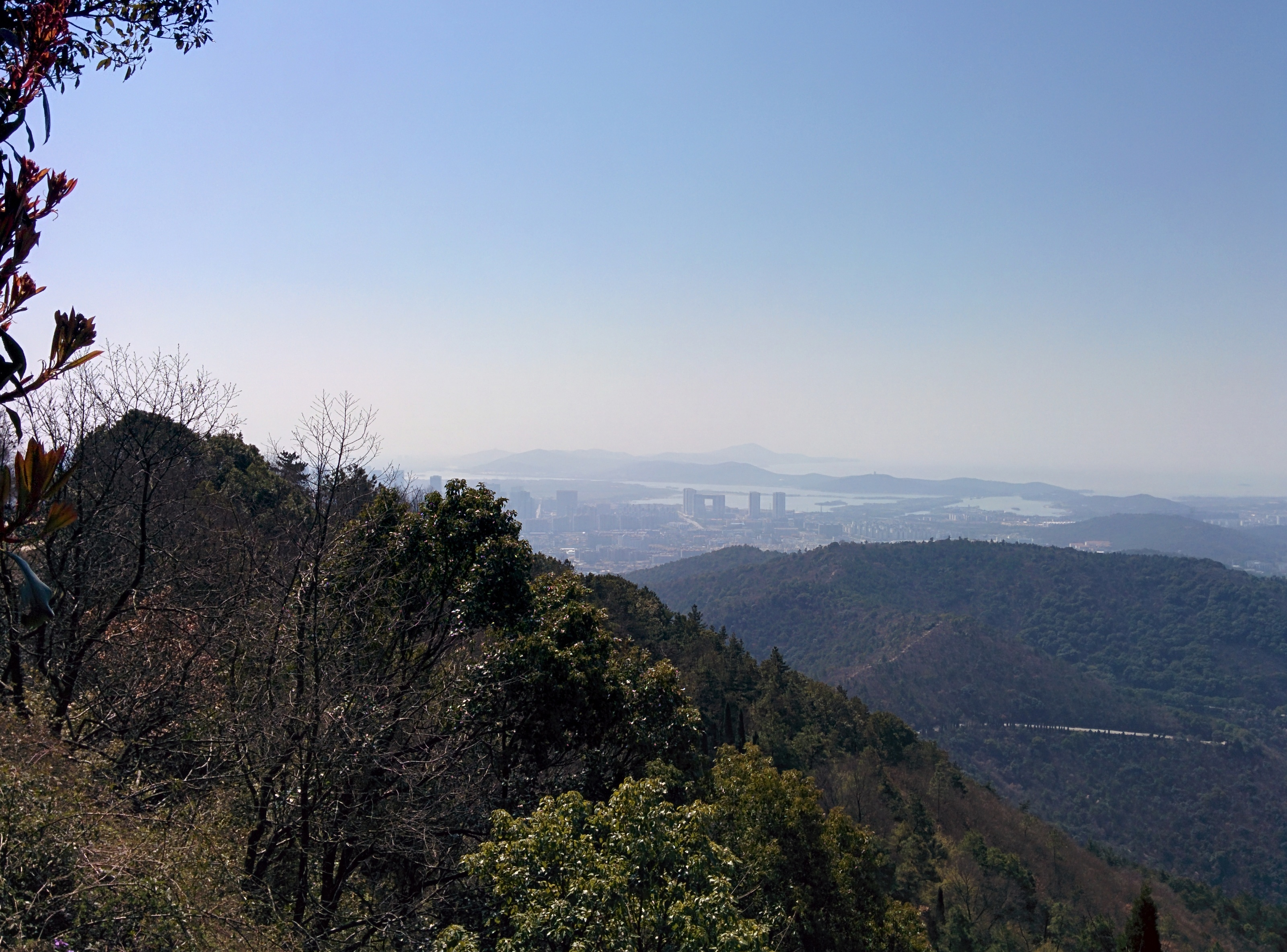
山顶眺望
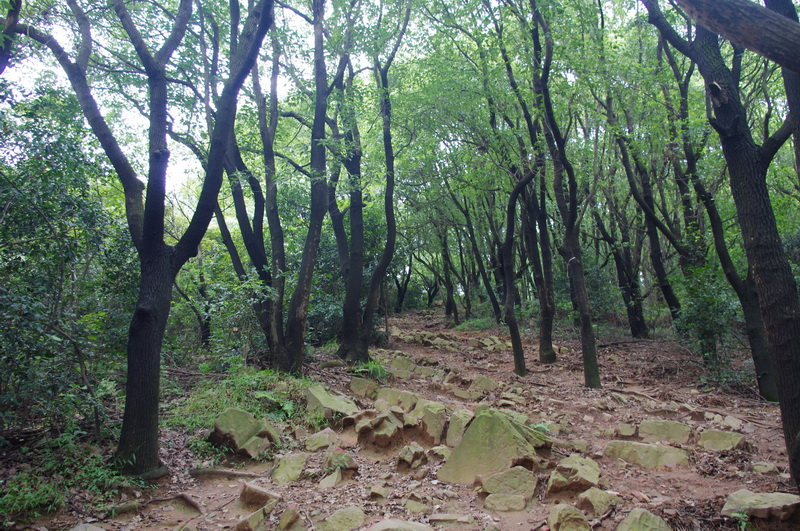
森林
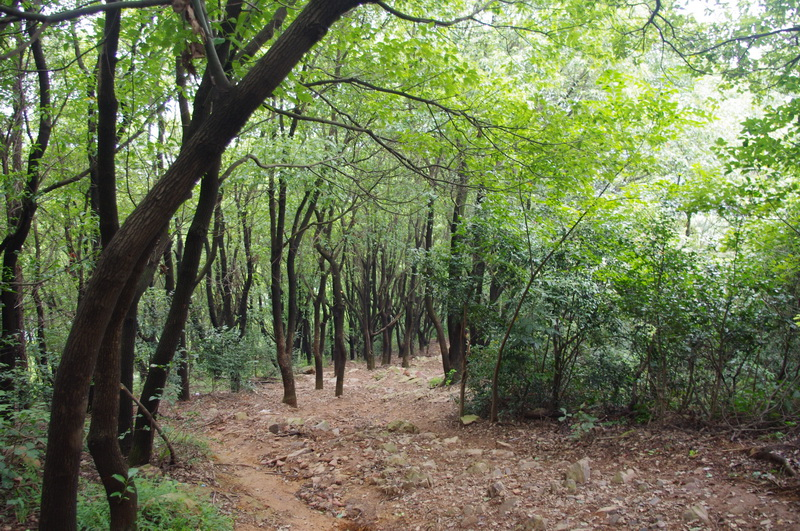
森林
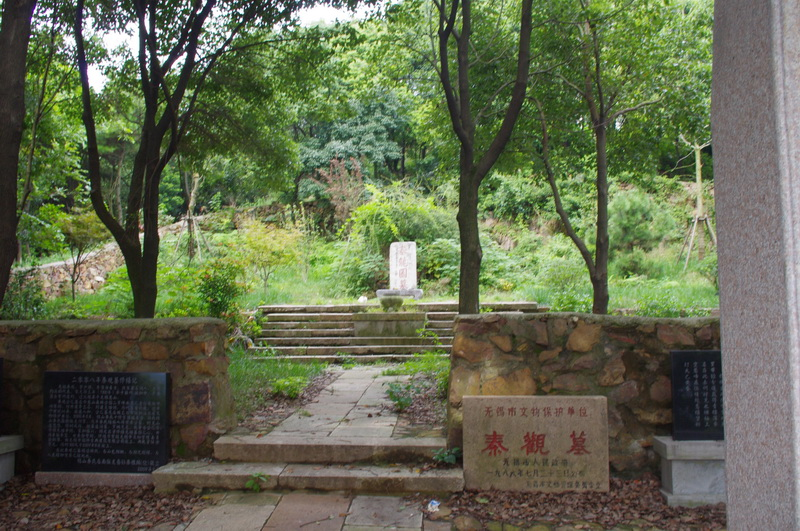
秦观墓
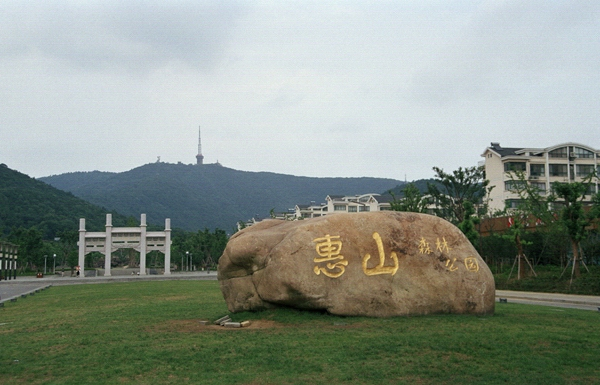
大门基石
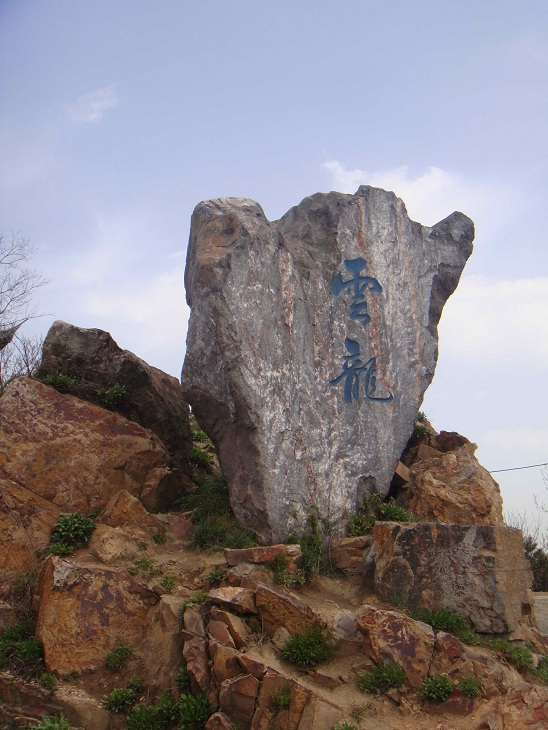
无锡惠山顶云龙石
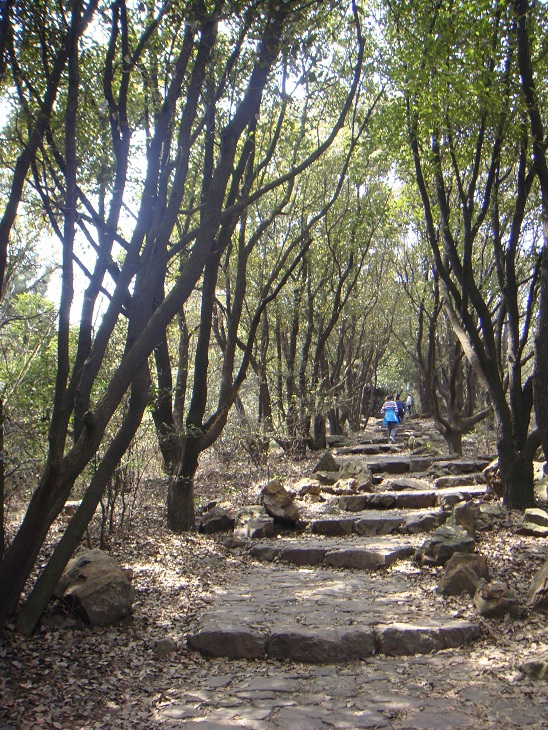
山顶石路

## 延伸阅读
[在维基数据编辑]
 《欽定古今圖書集成·方輿彙編·山川典·惠山部》，出自陈梦雷《古今圖書集成》